# Marston Morse
Harold Calvin Marston Morse (24 de marzo de 1892-22 de junio de 1977) fue un matemático estadounidense conocido por su trabajo sobre el cálculo de variaciones generalizado, un tema en el que introdujo la técnica de la topología diferencial que ahora se conoce como "Teoría de Morse". En 1933 fue galardonado con el Premio Memorial Bôcher por su trabajo en análisis matemático.

## Biografía
Nació en Waterville (Maine) en 1892, hijo de Ella Phoebe Marston y de Howard Calvin Morse. Recibió su licenciatura en la Universidad de Colby (también en Waterville) en 1914. Se graduó en la Universidad de Harvard en 1915, donde también se doctoró en 1917.
Enseñó en las Universidades de Harvard, de Brown y de Cornell, antes de aceptar en 1935 una plaza en el Instituto de Estudios Avanzados de Princeton, donde permaneció hasta su jubilación en 1962.
La mayor parte de su carrera estuvo centrada en un único tema: una rama de la topología diferencial, que pasaría a designarse con su nombre. La Teoría de Morse es un tema muy importante en la física matemática moderna, dado que sirve de soporte a la Teoría de cuerdas.
Falleció en Princeton, en 1977.
Marston Morse no se debe confundir con Anthony Morse, famoso por el teorema de Morse-Sard.

## Artículos
- «A fundamental class of geodesics on any closed surface of genus greater than one». Trans. Amer. Math. Soc. 26 (1): 25-60. 1924. MR 1501263.
- «The foundations of a theory in the calculus of variations in the large». Trans. Amer. Math. Soc. 30 (2): 213-274. 1928. MR 1501428.
- «Singular points of vector fields under general boundary conditions». Proc Natl Acad Sci U S A 14 (5): 428-430. 1928. PMC 1085532.
- «The critical points of functions and the calculus of variations in the large». Bull. Amer. Math. Soc. 35 (1): 38-54. 1929. MR 1561686.
- «The foundations of the calculus of variations in the large in m-space (first paper)». Trans. Amer. Math. Soc. 31 (3): 379-404. 1929. MR 1501489.
- «Closed extremals». Proc Natl Acad Sci U S A 15 (11): 856-859. 1929. PMC 522574.
- «The foundations of a theory of the calculus of variations in the large in m-space (second paper)». Trans. Amer. Math. Soc. 32 (4): 599-631. 1930. MR 1501555.
- «The critical points of a function of n variables». Trans. Amer. Math. Soc. 33 (1): 72-91. 1931. MR 1501576.
- «Sufficient conditions in the problem of Lagrange without assumptions of normalcy». Trans. Amer. Math. Soc. 37 (1): 147-160. 1935. MR 1501780.
- with Walter Leighton: «Singular quadratic functions». Trans. Amer. Math. Soc. 40 (2): 252-288. 1936. MR 1501873.
- Con Gustav A. Hedlund: «Manifolds without conjugate points». Trans. Amer. Math. Soc. 51 (2): 362-386. 1942. MR 006479.
- «Homology relations on regular orientable manifolds». Proc Natl Acad Sci U S A 38 (3): 247-258. 1952. PMC 1063540.

## Libros
- Calculus of variations in the large, American Mathematical Society, 1934[1]
- Topological methods in the theory of functions of a complex variable, Princeton University Press, 1947[2]
- Lectures on analysis in the large, 1947
- with Stewart Cairns: Critical point theory in global analysis and differential topology, Academic Press, 1969
- Variational analysis: critical extremals and Sturmian extensions, Wiley, 1973; 2nd edn. Dover, 2007
- Global variational analysis: Weierstrass integrals on a Riemannian manifold, Princeton University Press, 1976[3]
- Morse, Marston (1981), in Bott, Raoul, Selected papers, Berlin, New York: Springer-Verlag, ISBN 978-0-387-90532-7, MR 635124
- Morse, Marston (1987), in Montgomery, Deane; Bott, Raoul, Collected papers. Vol. 1--6, Singapore: World Scientific Publishing Co., ISBN 978-9971-978-94-5, MR 889255

- Datos: Q723627
- Multimedia: Marston Morse / Q723627